# Заринськ
Заринськ (рос. Заринск) — місто в Алтайському краї Росії. Утворює Заринський міський округ, є також центром Заринського району.
Населення — 46254 особи (2019; 48461 в 2010, 50368 у 2002).